# Ännu vid framskridna levnadsår
Ännu vid framskridna levnadsår, (Barndomsminnen) är en visa som skrevs av pseudonymen "Gösta", (Gustaf Ulrik Schönberg) och publicerades 1892 i Göteborgs Handels- och Sjöfartstidning och i nr 22 av Barnens Egen Tidning. Som melodi till visan används Jag har i himlen en vän så god.